# Пайкес, Александр Константинович
Александр Константинович Пайкес (1873—1958) — советский государственный деятель, дипломат.

## Биография
Член РСДРП, меньшевик. Член РКП(б) с 1918 года.
- В 1918 году — уполномоченный Народного комиссариата продовольствия РСФСР в Саратове.
- В 1918—1920 годах — член коллегии Народного комиссариата государственного контроля РСФСР.
- В 1920 году — член коллегии Народного комиссариата рабоче-крестьянской инспекции РСФСР.
- В 1920—1921 годах — заместитель народного комиссара государственного контроля РСФСР, член Сибирского революционного комитета.
- В 1921—1922 годах — уполномоченный СНК РСФСР в Китае.
- С 9 ноября 1922 по 7 февраля 1923 года — полномочный представитель РСФСР в Литве[1].
- С 1923 года — сотрудник ВСНХ СССР.